# Gaia II: La voz dormida
Gaia II: La voz dormida es el séptimo álbum de estudio de la banda Mägo de Oz, siendo este la segunda parte de la trilogía Gaia.
Las letras del disco, compuestas por el baterista de la banda, Txus di Fellatio, causaron polémica debido a la fuerte crítica hacia la Iglesia católica. El disco fue producido por el difunto Big Simon. Para este disco se incorporó un nuevo guitarrista, Jorge Salán, que ya había colaborado en la gira y grabación de Gaia y Belfast, así como el bajista Pedro Díaz "Peri", proveniente de la banda de folk metal Ars Amandi. 
Al contrario que en el disco Gaia, el vocalista José Andrëa deja un poco de lado las tesituras muy agudas, haciendo uso de tonos de voz más graves y oscuros de lo habitual en temas como Diábulus in música o Aquelarre.
La cantata del diablo (Missit me dominus) es la canción más larga de Mägo de Oz con una duración de 21:11

## Lista de canciones
Todas las letras escritas por Txus Di Fellatio.
| CD 1 |                                                         |                                                    |          |  |
| N.º  | Título                                                  | Música                                             | Duración |  |
| 1.   | «Volaverunt opus 666»                                   | Di Fellatio, Carlos Prieto "Mohamed", Pepe Herrero | 4:25     |  |
| 2.   | «La voz dormida»                                        | Di Fellatio, Mägo de Oz                            | 9:58     |  |
| 3.   | «Hazme un sitio entre tu piel»                          | Di Fellatio                                        | 4:54     |  |
| 4.   | «El poema de la lluvia triste»                          | Di Fellatio, JC Marín 'Carlitos', Mägo de Oz       | 7:52     |  |
| 5.   | «El callejón del infierno» (Instrumental)               | 'Carlitos', Mägo de Oz                             | 5:57     |  |
| 6.   | «El paseo de los tristes»                               | Sergio Cisneros 'Kiskilla', Mägo de Oz             | 5:20     |  |
| 7.   | «La posada de los muertos»                              | Mägo de Oz                                         | 4:44     |  |
| 8.   | «Desde mi cielo»                                        | Di Fellatio                                        | 6:20     |  |
| 9.   | «En nombre de Dios» (Cover: Rainbow - Gates of Babylon) | Ritchie Blackmore, Ronnie James Dio                | 7:04     |  |

| CD 2 |                                                                                     |                                           |          |  |
| N.º  | Título                                                                              | Música                                    | Duración |  |
| 1.   | «Íncubos y súcubos» (Instrumental)                                                  | Di Fellatio, 'Mohamed', Herrero           | 0:36     |  |
| 2.   | «Diábulus in música» (Arreglos por Jorge Salán, Kiskilla)                           | Di Fellatio                               | 4:44     |  |
| 3.   | «Mañana empieza hoy» (Cover: Ultravox - Hymn. Arreglos por Big Simon y Di Fellatio) | M. Ure, C. Cross, W. Cann, B. Currie      | 5:35     |  |
| 4.   | «El príncipe de la dulce pena»                                                      | Mägo de Oz, Manuel Moreno "Moraíto Chico" | 1:35     |  |
| 5.   | «Aquelarre»                                                                         | Mägo de Oz, Sergio Martínez               | 9:03     |  |
| 6.   | «Hoy toca ser feliz»                                                                | Di Fellatio, Frank, 'Mohamed'             | 4:19     |  |
| 7.   | «Creo (La voz dormida - Parte II)»                                                  | Di Fellatio, 'Mohamed'                    | 5:15     |  |
| 8.   | «La cantata del diablo (Missit me dominus)»                                         | Di Fellatio, Mägo de Oz                   | 21:11    |  |

| DVD (Edición especial 2006) |                                       |          |  |
| N.º                         | Título                                | Duración |  |
| 1.                          | «Videoclip: La Posada de los Muertos» |          |  |
| 2.                          | «Videoclip: Hoy Toca ser Feliz»       |          |  |
| 3.                          | «Cómo se grabó»                       |          |  |
| 4.                          | «Como se rodó»                        |          |  |
| 5.                          | «Gira por América»                    |          |  |
| 55:47                       |                                       |          |  |

## Ediciones
2005: Edición original de 2 CD con formato digipak, publicado por Locomotive Music y Warner Music Spain
2005: Edición original de 2 CD con formato jewel case, publicado por Locomotive Music y Warner Music Spain
2005: Edición de 2 CD con formato jewel case, publicado por Locomotive Music y Warner Music Spain
2006: Edición especial de 2 CD + DVD, publicado por Locomotive Music y Warner Music
2019: Edición 2 Vinilo + 2 CD, publicado por Warner Music Spain

## Créditos
Tomados de los créditos del álbum.

### Mägo de Oz
- Txus Di Fellatio - Batería y coros
- José Andrëa - Voz y coros
- Carlos Prieto "Mohamed": Violín y coros
- Frank - Guitarra y coros
- Carlitos - Guitarra
- Jorge Salán - Guitarra
- Pedro Díaz "Peri" - Bajo
- Sergio Cisneros "Kiskilla" - Piano y sintetizadores
- Fernando Ponce - Flauta travesera, whistle y pito castellano

### Producción y diseño
- Big Simon – Producción, mezcla y masterización
- Héctor "pollito" Sagrario - Grabación
- Víctor Castellanos López, Sergio González, Julia Gómez - Técnicos de Sonido
- Carlos Santos "el Gallego" - Ayudante de producción
- Txus Di Fellatio - Producción Artística
- Octavio Balero, Call & Play - Backliners
- David Sierra - Técnico de batería
- Carlos Prieto "Mohamed", Pepe Herrero - Arreglos y Orquestación
- Carlos Ortiz - Runner

### Colaboraciones
- Leo Jiménez - Voz en "La Cantata del Diablo"
- Víctor García - Voz en "La Cantata del Diablo"
- Carlos Escobedo - Voz en "En nombre de Dios" y coros
- Beatriz Albert - Voz en "El Poema de la Lluvia Triste" y coros
- Patricia Tapia - Voz en "Diabulus in Música" y coros
- Aroa Martín - Voz en "Íncubos y Súcubos" y coros
- Aurora Beltrán - Voz en "La Cantata del Diablo"
- Natalia Martín - Voz en "Aquelarre"
- Joaquín Arellano "El Niño" - Batería en "En nombre de Dios"
- Pepe Herrero - Piano en "Desde mi cielo", Guitarras en "Volaverunt Opus 666"
- Diana Navarro - Voz en "Volaverunt Opus 666" y "Aquelarre"
- Manuel Moreno "Moraíto Chico" - Guitarra flamenca en "El Príncipe de la Dulce Pena" y "Aquelarre"
- Javier Ferreiro - Caxixi en "La Cantata del Diablo"
- Beito Romero - Gaita Irlandesa y Gaita Escocesa en "Creo" y en "La Cantata del Diablo"
- Patxi Bermúdez - Bodhram y Tamboril en "La Cantata del Diablo"
- Ricardo O Pazo - Narración en "El Salmo de los Tristes" (en "La Cantata del Diablo")
- Tony Menguiano - Coros
- Beatriz Albert, Aroa Martín, Carlos Martínez, David Martínez, Pepe Herrero - Coral Clásica
- Irene de la Riva, Alberto de la Riva - Violín
- Beatriz del Pozo - Viola
- Adriana Gandio - Cello

## Temática
El estilo musical de este álbum difiere de sus anteriores trabajos, alejándose un poco de su estilo de folk metal y Celtic metal tradicional (como Finisterra o Gaia), enfocándose en un estilo más oscuro con toques sinfónicos, pudiendo llegar a considerarse cierta parte del álbum como gótico. Tiene influencias de dicho género en distintos temas, sin dejar pasar por momentos igualmente sus influencias de otros subgéneros del Metal, como power metal, metal progresivo y heavy metal. Al igual que en Gaia, la composición evoluciona a ser más madura y más elaborada que en sus antiguos trabajos, siendo considerado como el álbum más complejo de la banda narrativamente hablando y uno de los mejores hechos hasta ahora por la agrupación, junto con su sucesor Gaia III: Atlantia y el mítico Finisterra, según la propia banda.

## Ventas
Gaia II: La Voz Dormida en una semana era  disco de oro  con 100.000 copias vendidas, y a las tres semanas consiguió ser disco de platino  con 280.000 copias vendidas.

## Gira
La gira en torno a este álbum fue llamada Gaia la Boca Tour, durante la cual grabarían el álbum en directo Barakaldo D.F.

## Relaciones musicales y literarias
- «Volaverunt Opus 666», este tema fue el primero en ser íntegramente pensado para lo que sería la segunda parte de la trilogía Gaia. Pues Txus menciona que durante un viaje en taxi de madrugada por las calles de Toledo, España, ideó gran parte de lo que sería el concepto de Gaia II, mientras en su mente escuchaba la melodía de esta canción. También hace referencia a una cuadro de Goya de la serie de Los Caprichos, el grabado «Volaverunt». Francisco de Goya aparece también en la historia del libreto, así como la Quinta del Sordo.
- «La Voz Dormida», esta canción fue parte de las sesiones de composición de temas para el álbum Gaia, pero según Txus, el tema era demasiado "power", y distanciaba mucho del sonido que buscaban para este nuevo álbum, por lo que al final terminaron por desecharla para dicho álbum. Finalmente parte de la canción fue reciclada para una versión tributo del tema Concierto para Ellos de la banda Barón Rojo (para el álbum tributo Larga vida al... Volumen Brutal), en el año 2002. El nombre de esta canción viene de una novela de Dulce Chacón.
- «Hazme un Sitio Entre tu Piel», es una de las canciones más difíciles de escribir para Txus, que casi termina por no salir en el álbum, a pesar de que era parte importante dentro de la historia conceptual del disco.
- «El Poema de la Lluvia Triste», según Txus, este tema fue compuesto 100% influenciado por la banda Nightwish, tanto para la línea vocal, como para las líneas musicales.
- «El Callejón del Infierno», fue la segunda canción revelada para Gaia II, pasando a ser tocada en algunas presentaciones en el año 2005. Además que la canción lleva por título el nombre de un callejón real de Toledo, donde según la leyenda vivía una bruja de apodo "La Diablesa", que fue requerida para sus servicios por un noble de la ciudad para poder ser correspondido por una mujer que estaba enamorada de otro hombre. Según la historia el hombre logró su objetivo de desaparecer al amado de la mujer fue a pagar los servicios de la bruja, al llegar con ella, esta desapareció en fuego dejando un fuerte olor a azufre, por lo que el noble enloqueció de terror... la bruja era el mismo Diablo.
- «El Paseo de los Tristes», Un tema íntegramente compuestos por Sergio Cisneros "Kiskilla", donde se puede escuchar claramente las influencias de este, desde las composiciones clásicas influenciadas por Bach, hasta el rock progresivo del cual Kiskilla es fan.
- «La Posada de los Muertos», según Txus, la idea de este tema es una declaración de los muertos a un suicida. "La vida es más fácil en vida".
- «Desde mi Cielo», a palabras de Txus, este tema fue compuesto para el hermano de una exnovia de él. El nombre de esta canción es una novela de Alice Sebold. Además fue el último en ser compuesto para este álbum.
- «En nombre de Dios», es una versión en castellano del tema Gates of Babylon de  la banda Rainbow.
- «Incubos y Súcubos», dentro de la mitología Europea, los incubos y súcubos son demonios que mantienen relaciones sexuales con los humanos, hombre y mujer respectivamente. Dentro del álbum este tema introduce la siguiente canción que es Diábulus in Música.
- «Diábulus in Música», en un principio este tema había sido elegido por la banda para ser el primer sencillo del álbum, idea que fue desechada ya que la disquera no lo consideró un tema muy "Mägo" ya que esta canción era muy gótica, y distanciaba mucho de la típica canción sencillo fiestera de Mägo de Oz  (como los son Molinos de Viento y Fiesta Pagana) y podría llegar que los fanes del grupo tuvieran otra idea del álbum. Al final se eligió La Posada de los Muertos como primer sencillo. El nombre de esta canción viene de una novela de la escritora Espido Freire.
- «Mañana Empieza Hoy», es una versión en castellano del tema Hymn de la banda Ultravox.
- «Aquelarre», en un principio se ideó que este tema fuera hecho sencillo, y con ello un videoclip, cosa que al final se canceló sin dar noticia del porqué. Dentro de la página web de la banda se anunció del casting para dicho videoclip donde se elegiría a un chico y una chica para papel protagonista, además de extras.
- «Creo (La Voz Dormida - Parte II)», parte de la letra de este tema fue reciclada de alguna otra que estaba prevista para aparecer dentro del álbum en solitario de José Andrëa: Donde el Corazón te Lleve de 2004.
- «La Cantata del Diablo (Missit Me Dominus)», contiene citas musicales del tema The Edge of Darkness de Iron Maiden.